# Orden del gato montés
La orden del gato montés fue una orden militar francesa. 
Se cree que Carlos Martel, rey de Francia, instituyó esta orden militar en el año 732 en conmemoración de la victoria obtenida cerca de Tours sobre el ejército de los sarracenos en que perdió su vida el soberano Abderramén que los capitaneaba. 
Su divisas de gato montés que se encontraban en el campo de batalla. 